# Юрмінське сільське поселення
Ю́рмінське сільське поселення (рос. Юрминское сельское поселение) — муніципальне утворення у складі Аромашевського району Тюменської області, Росія.
Адміністративний центр — присілок Юрмінка.

## Населення
Населення — 499 осіб (2020; 526 у 2018, 621 у 2010, 698 у 2002).

## Склад
До складу поселення входять такі населені пункти:
| Населений пункт   | Населення, осіб (2002) | Населення, осіб (2010) |
| ----------------- | ---------------------- | ---------------------- |
| Вагина, присілок  | 226                    | 183                    |
| Юрмінка, присілок | 472                    | 438                    |